# 倪怀祖
倪怀祖（1905年—1991年），中国化学家、药学家。

## 生平
倪怀祖是中国福建省福州人，他是家中的次子，父亲倪文修，母亲倪林和平，胞兄倪述祖（倪柝声）日后成为著名教会领袖。1928年，倪怀祖毕业于上海圣约翰大学化学系，1930年获硕士学位，留校任教。1937年，其堂兄、商业巨子倪树祖（“Peter倪”）投资创办上海中国生化制药厂，倪怀祖起初担任厂长，后来专门负责研制药品，任化学师、技术经理。他陆续发明、研制成功多种药品。1939年，胞兄倪柝声出任厂长。
1950年，中国政府下令将生化制药厂并入沈阳东北制药总厂，倪怀祖担任技术总顾问，试制成功维生素C和DDT等。1952年回到上海，任教会所办翠华染料厂总工程师。上海市地方工业局接管翠华染料厂后，1954年倪怀祖改任永华樟脑厂（1960年并入桃浦化工厂）工程师。1972年发明金属阳极隔膜电介槽，1978年因而获得全国科学大会重大贡献奖。  
倪怀祖是一位虔诚的基督徒。抗战时期曾在澳门发起传福音聚会。文革期间因遭到残酷批斗而公开宣布放弃信仰，日后又恢复信仰。 

## 家庭
倪怀祖的妻子徐奉先，是中国安徽省一个中国内地会牧师的次女。1989年在高安路家中接待张锡康所在的擘饼聚会。2003年6月17日曾在上海家中接受采访，驳斥梁家麟的《倪柝声的荣辱升黜》一书。妻姐徐凤翔（1900年－2001年），是地方教会中的一位女同工，曾长期在上海、台北和西雅图侍奉；妻妹徐恩秀嫁给倪柝声的五弟倪兴祖，在美国加利福尼亞州帕萨迪纳定居。内侄徐祥生（徐腓利）则是殉道者张愚之的三女儿张向晨的丈夫。倪怀祖夫妇和倪柝声夫妇一同安葬在江苏省苏州市香山公墓。